# 抗組織胺藥
抗組織胺藥（英語：Antihistamine）是指組織胺受體的拮抗劑，這類藥物可作用於體內的組織胺受體，減少組織胺的效應，從而減輕身體對過敏原的過敏反應，或減少胃酸的分泌。

## 類型
根據藥物作用的受體不同，可分為四類：
- H1抗組織胺：抑制H1受體的活性，H1受體主要存在於肥大細胞、平滑肌、內皮細胞和腦部下視丘的結節乳突神經核等處，H1抗組織胺可用於治療與組織胺有關的過敏反應。在大脑中作用导致睡意。
- H2抗組織胺（H2受体阻抗剂）：抑制H2受體的活性，H2受體主要存在胃黏膜的胃壁細胞，H2抗組織胺能減少胃酸的分泌，可用於治療消化性潰瘍及胃食道逆流。
- H3抗組織胺：抑制主要存在于大脑组织胺神经元，起自抑制作用的H3受体，因而有抑制睡意、增强记忆的效果
- H4抗組織胺：主要存在于免疫系统细胞，暂时没有临床应用。

H1及H2抗組織胺是目前臨床較常使用的二類抗組織胺藥物，而H3及H4抗組織胺則還在實驗階段。
此外还有防止组织胺产生的药物组氨酸脱羧酶抑制剂如tritoqualine、阻止肥大细胞释放组织胺的药物肥大细胞稳定剂如酮替酚和各种β2肾上腺素受体激动药，也都是鼻炎、哮喘等疾病的常用药。

## 適應症
抗H1用于:
- 過敏性鼻炎
- 過敏性結膜炎
- 過敏性皮膚病
- 荨麻疹
- 血管性水腫
- 過敏反應

抗H1組織胺可外用或內用，視其過敏症狀的性質。

## 副作用
- 內用H1抗組織胺的可能副作用有（但不限於）：
抑制呼吸
昏睡（較常見於第一代抗組織胺）
頭痛
失眠
腸胃不適
- 外用的抗H1可能副作用主要是皮膚對那些藥物產生過敏反應，例如出疹。

## 抗組織胺的例子
第一代H1：过血脑屏障，故常有瞌睡副作用；一些有H1受体之外的作用，如抗胆碱M受体致口干
- 鹽酸異丙嗪
- 溴苯那敏
- 氯苯那敏
- 苯海拉明
- 塞浦西他啶

第二代H1：基本不过血脑屏障，除非剂量极高
- 氯雷他定
- 地氯雷他定
- 盐酸西替利嗪
- 鹽酸左西替利嗪
- 非索非那定
- 依匹斯汀
- 必利停錠（英语：Bilastine）
- 咪唑斯汀（英语：Mizolastine）

H2：请见H2受体阻抗剂

## 外部連結
- 醫學主題詞表（MeSH）：Histamine+antagonist
- Antihistamine （页面存档备份，存于） information at Allergy UK